# Plesiadapiformes
I Plesiadapiformi (Plesiadapiformes) sono un ordine di mammiferi estinti, vissuti tra il Paleocene e l'Eocene (tra 64 e 45 milioni di anni fa). Sono considerati i più stretti parenti dei Primati.

## Rapporti filogenetici
Durante il Paleocene, appena dopo la scomparsa dei dinosauri, si svilupparono molte specie di mammiferi arboricoli, dall'aspetto intermedio tra uno scoiattolo e una scimmia; questi animali sono noti come plesiadapiformi. Un tempo si pensava che questi mammiferi fossero rappresentanti arcaici dei primati, ma ora si ritiene che fossero solo imparentati con essi. Infatti, anche se i plesiadapiformi avevano uno scheletro molto simile a quello delle scimmie attuali, erano molto meno evoluti di queste ultime e il loro grado evolutivo era paragonabile a quello delle attuali tupaie (ordine Scandentia).
|  | Rodentia   |
|  |            |
|  | Lagomorpha |
|  |            |

|  | Dermoptera                                                     |
|  |                                                                |
|  | \| \| Plesiadapiformes† \| \| \| \| \| \| Primates \| \| \| \| |
|  |                                                                |
|  | Plesiadapiformes†                                              |
|  |                                                                |
|  | Primates                                                       |
|  |                                                                |

|  | Plesiadapiformes† |
|  |                   |
|  | Primates          |
|  |                   |

|  | Dermoptera                                                     |
|  |                                                                |
|  | \| \| Plesiadapiformes† \| \| \| \| \| \| Primates \| \| \| \| |
|  |                                                                |
|  | Plesiadapiformes†                                              |
|  |                                                                |
|  | Primates                                                       |
|  |                                                                |

|  | Plesiadapiformes† |
|  |                   |
|  | Primates          |
|  |                   |

|  | Rodentia   |
|  |            |
|  | Lagomorpha |
|  |            |

|  | Dermoptera                                                     |
|  |                                                                |
|  | \| \| Plesiadapiformes† \| \| \| \| \| \| Primates \| \| \| \| |
|  |                                                                |
|  | Plesiadapiformes†                                              |
|  |                                                                |
|  | Primates                                                       |
|  |                                                                |

|  | Plesiadapiformes† |
|  |                   |
|  | Primates          |
|  |                   |

|  | Dermoptera                                                     |
|  |                                                                |
|  | \| \| Plesiadapiformes† \| \| \| \| \| \| Primates \| \| \| \| |
|  |                                                                |
|  | Plesiadapiformes†                                              |
|  |                                                                |
|  | Primates                                                       |
|  |                                                                |

|  | Plesiadapiformes† |
|  |                   |
|  | Primates          |
|  |                   |

In un articolo pubblicato nel 2007, JI Bloch, MT Silcox, MD Boyer e EJ Sargis propongono la creazione del clade Euprimateformes in cui inseriscono le famiglie Plesiadapidae, Carpolestidae, Saxonellidae, l'enigmatico genere asiatico Chronolestes e gli stessi Primati (ora denominati Euprimates). Questa teoria, al momento accettata, renderebbe l'ordine dei Plesiadapiformes come un gruppo non più monofiletico.

## Caratteristiche fisiche
Probabilmente, i plesiadapiformi, passavano la maggior parte del loro tempo sugli alberi. Con tutta probabilità, però, non potevano balzare da un ramo all'altro così velocemente come gli odierni primati ed erano sprovvisti degli adattamenti per muoversi velocemente tra gli alberi. Inoltre, il loro cervello era ancora piuttosto piccolo in confronto a quello delle scimmie attuali. D'altra parte, i plesiadapiformi svilupparono tratti unici, non riscontrabili nei loro parenti evoluti. Ad esempio, i loro incisivi erano molto grandi e piuttosto simili a quelli dei roditori, il che fa pensare che avessero una dieta frugivora. Ciò suggerisce che plesiadapiformi non possano essere gli antenati diretti dei primati, a causa delle loro specializzazioni, ma piuttosto degli stretti parenti di questi ultimi. Il quadro evoluzionistico è complicato da altri ordini di mammiferi viventi ritenuti essere imparentati con le scimmie, come le tupaie (Scandentia) e i colughi (Dermoptera). Recenti studi tramite l'analisi del DNA hanno rimesso queste classificazioni in discussione, e il dibattito tra gli scienziati rimane tuttora aperto.

## Evoluzione

### Purgatorius, tra i dinosauri o no?

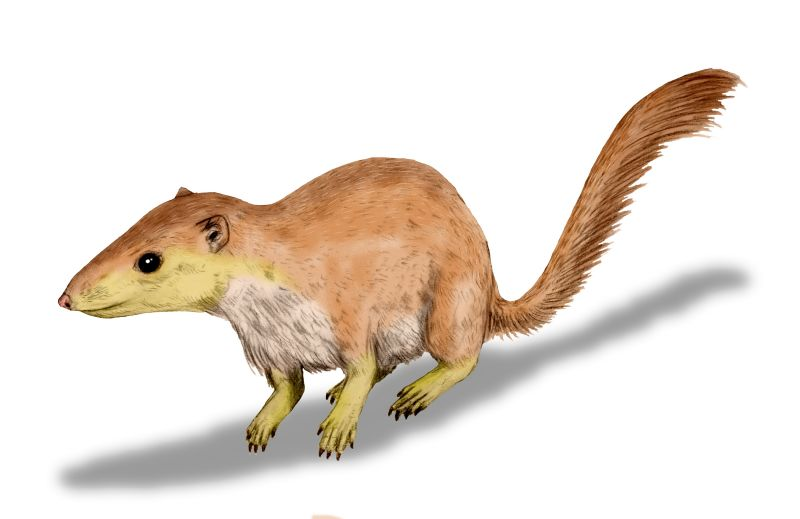
Ricostruzione di Purgatorius unio

Il primo plesiadapiforme noto è un animale della taglia di un ratto, denominato Purgatorius, i cui resti fossili comprendono solo alcuni denti e frammenti di mascelle rinvenuti in terreni del Paleocene inferiore nel Montana, in una zona chiamata Purgatory Hill (da qui il nome dell'animale). Questi scarsi resti sono però molto simili a quelli dei successivi plesiadapiformi, e la dentatura ricorda vagamente quella dei primati. Probabilmente Purgatorius, oltre che di insetti, si cibava anche di frutta. Un singolo dente di Purgatorius è stato rinvenuto in sedimenti che sembrerebbero risalire al Cretaceo superiore, ovvero all'epoca dei dinosauri, circa un milione di anni prima della grande estinzione. Tuttavia questo singolo dente potrebbe essere appartenuto a un animale paleocenico ed essere stato trascinato da un corso d'acqua in sedimenti anteriori di qualche milione di anni.

### I grandi incisivi dei plesiadapidi

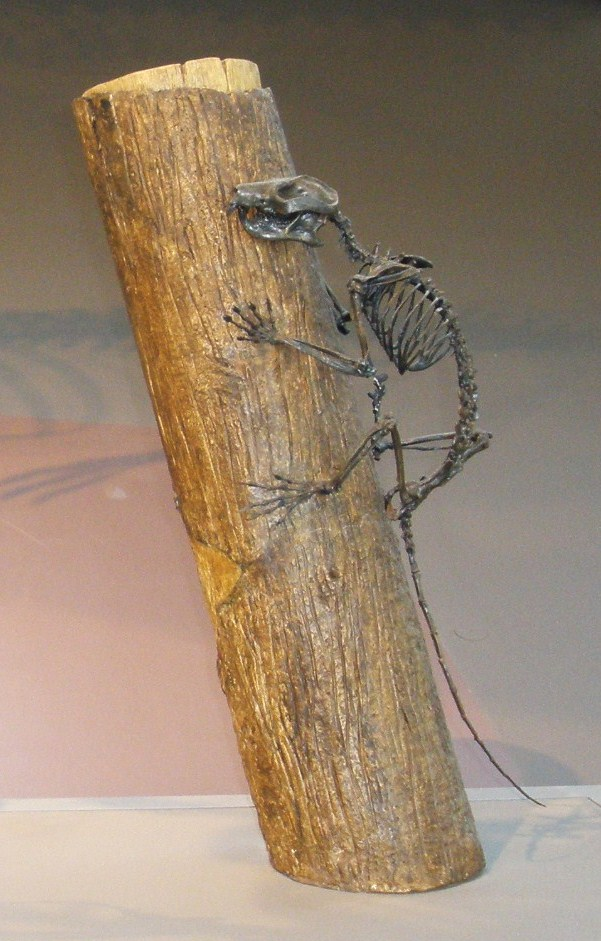
Scheletro di Plesiadapis cooki al Museo di Storia Naturale di Bruxelles

Nel corso del Paleocene sono ben note alcune forme appartenenti alla famiglia dei plesiadapidi (Plesiadapidae). Questi animali, di certo più specializzati di Purgatorius, sono stati tra i mammiferi di maggior successo del loro periodo. Le dimensioni variavano da quelle di uno scoiattolo a quelle di una marmotta; possedevano grandi incisivi anteriori spesso seguiti da un lungo spazio (diastema). Gli incisivi superiori sono particolari in quanto possedevano tre cuspidi separate e una più arretrata, e contrariamente a quelli dei roditori non avevano una superficie tagliente autoaffilante, né erano a crescita continua. Sembra quindi che venissero usati in modo diverso da quelli dei roditori attuali. Nei plesiadapidi evoluti i molari e i premolari si sono appiattiti e la lamella è crenulata; ciò indica una dieta a base di frutta e foglie.
Il genere meglio conosciuto, Plesiadapis, possiede un lungo cranio con gli occhi posti lateralmente; ciò costituisce una caratteristica primitiva, non propriamente adatta a un animale arboricolo che ha bisogno di una visione stereoscopica (occhi frontali) per valutare bene le distanze. In ogni caso, il resto dello scheletro sembrerebbe quello di un animale abituato a vivere sugli alberi, e le zampe dotate di forti artigli ricurvi potrebbero confermare questa ipotesi. Un altro genere, Chiromyoides, sembrava una versione più robusta di Plesiadapis e aveva sviluppato un cranio corto, con incisivi robustissimi. In questo assomigliava moltissimo all'odierno aye-aye (Daubentonia madagascariensis), un primate attuale dallo stile di vita estremamente caratteristico. Questi due animali sono un esempio di convergenza evolutiva, ed è interessante notare come, pochi milioni di anni dopo la comparsa di Chiromyoides, un altro gruppo di mammiferi di origine del tutto diversa (gli apatemiidi, tra cui Sinclairella), svilupparono caratteristiche simili e ancora più accentuate.

### I carpolestidi, "ladri di frutta"

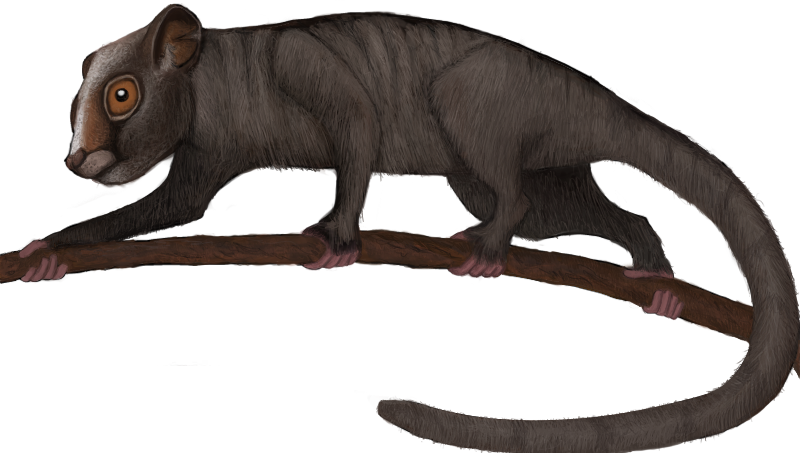
Ricostruzione di Carpolestes simpsoni

Un'altra famiglia di plesiadapiformi è conosciuta come carpolestidi (Carpolestidae). Questi piccoli animali erano più specializzati dei plesiadapidi: della taglia di un topo o di un ratto, questi mammiferi arboricoli svilupparono una dentatura particolarissima, con gli ultimi premolari inferiori trasformati in enormi lame taglienti e seghettate. Questa condizione, detta plagiaulacoide, si sviluppò indipendentemente in vari gruppi di mammiferi, in particolare negli arcaici multitubercolati, caratteristici del Mesozoico. Nei carpolestidi queste "seghe rotanti" lavoravano insieme ai premolari superiori, divenuti simili a lime. Questo meccanismo era probabilmente usato per triturare vegetali con un alto contenuto di fibre, come frutti o noci.  Uno scheletro ben conservato di Carpolestes simpsoni, inoltre, mostra che questi animali possedevano un vero e proprio pollice opponibile dotato di un'unghia (non di un artiglio); questa caratteristica evidenzia come i carpolestidi fossero estremamente adattati alla vita arboricola.

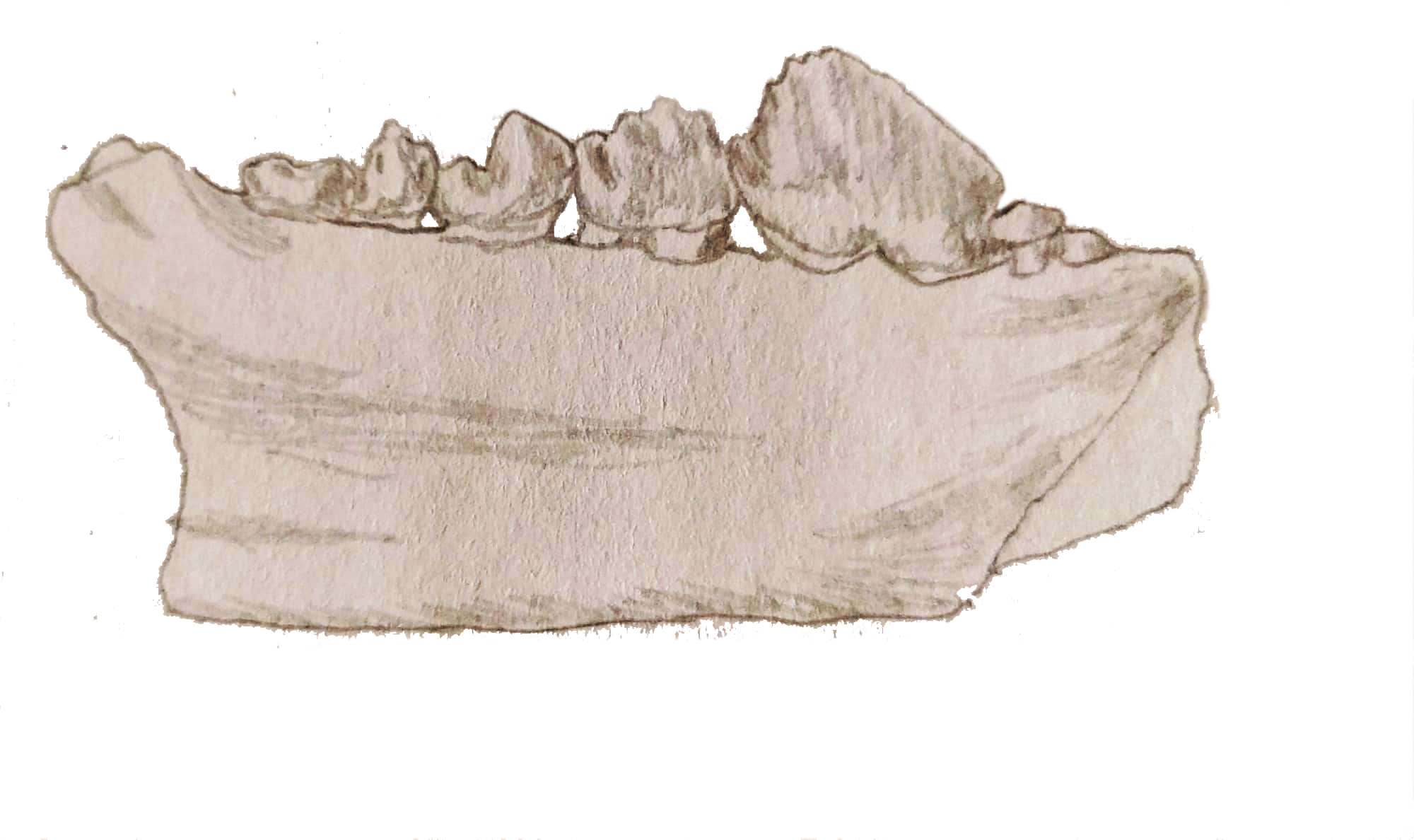
Mandibola di Carpodaptes aulacodon

L'evoluzione di questi animali, rinvenuti principalmente in Nordamerica, si sviluppa attraverso i generi Elphidotarsius, Carpodaptes e Carpolestes ("ladro di frutta"). I resti di questi animali sono tipicamente paleocenici, anche se il genere Chronolestes è sopravvissuto fino all'Eocene inferiore.

### I picrodontidi dai larghi molari
I picrodontidi (Picrodontidae), invece, erano minuscoli animali vissuti tra il Paleocene medio e superiore esclusivamente in Nordamerica. Oltre a possedere i lunghi incisivi tipici di tutti i plesiadapiformi, questi mammiferi erano dotati di larghissimi molari a corona bassa, probabilmente utilizzati per macinare grandi quantità di cibo soffice. Questi strani molari sono molto simili a quelli di alcuni pipistrelli, e infatti alcuni paleontologi ipotizzarono che i picrodontidi fossero antichi chirotteri. Questa caratteristica, però, sembrerebbe essere meramente una convergenza evolutiva. Dal momento che i pipistrelli dotati di questa dentatura si nutrono di polline e nettare, era questa, forse, la dieta dei picrodontidi.

### I minuscoli micromomidi
Plesiadapiformi ancora più piccoli sono riuniti nella famiglia dei micromomidi (Micromomyidae), vissuti tra il Paleocene superiore e l'Eocene inferiore nella zona delle Montagne Rocciose. Questi animali, del peso di circa 20 - 30 grammi, erano di taglia molto inferiore a quella dei più piccoli fra i primati attuali, appartenenti al genere Microcebus, del Madagascar. I micromomidi, tra cui Dryomomys, Micromomys e Tinimomys, erano estremamente adattati alla vita arboricola, e i loro denti aguzzi li denotano come animali insettivori.